# Hans Niekrawietz
Hans Niekrawietz właściwie Johann Niekrawietz (ur. 8 lutego 1896 w Zaodrzu na Górnym Śląsku, zm. 23 kwietnia 1983 w Wangen im Allgäu w Niemczech).

## Życiorys
Hans Niekrawietz urodził się i wychował na przedmieściu Opola zwanym Zaodrze (Odervorstadt). Był synem rolnika Franza Niekrawca i Hedwigi z domu Makiolczyk. Był wyznania rzymskokatolickiego. Należał do parafii Podwyższenia Krzyża Świętego w Opolu (obecnie kościół katedralny). Hans Niekrawietz został ochrzczony w tymże kościele dnia 16 lutego 1896. Ojciec posiadał dość duże jak na ówczesne czasy gospodarstwo rolne w pobliżu Odry. Niekrawietz miał brata Józefa. Ożenił się z Melittą Niekrawietz, z którą miał córkę Reginę (ur. 1942).
Po ukończeniu szkoły powszechnej, a potem handlowej Niekrawietz rozpoczął naukę kupca w składzie żelaza, której jednakże nie ukończył. Od 1930 roku oddał się całkowicie działalności literackiej. Pracował jako archiwista w Opolu i w latach 1941–1945 jako lektor w Schlesien-Verlag we Wrocławiu.
Niekrawietz walczył jako żołnierz w I wojnie światowej na froncie francuskim. Został ranny. W II wojnie światowej nie brał udziału ze względów zdrowotnych. W latach 1942–1945 wraz ze swoją rodziną zamieszkiwał w Obernigk (obecnie Oborniki Śląskie).
Po wojnie został przesiedlony do Hof an der Saale w północnej Bawarii. Na przełomie 1951/52 przeniósł się do tzw. śląskiego osiedla twórczego („Schlesische Künstlersiedlung”)w Atzenberg w powiecie Wangen/Allgäu w Niemczech.
Tam został wolnym pisarzem bez stałego zatrudnienia. Pod koniec roku 1968 uległ udarowi mózgu, który spowodował problemy z mówieniem. Niekrawietz musiał na nowo uczyć się mówić, czytać i pisać. Hans Niekrawitz zmarł w swoim domu w Wangen w wieku 87 lat. Jego grób znajduje się na cmentarzu St. Wolfgang-Friedhof w Wangen.

## Twórczość literacka
Jego twórczość określają dwa kierunki: człowieczeństwo i humanitaryzm z jednej strony oraz los jego górnośląskiej ojczyzny i Odry z drugiej.
W początkach swojej kariery literackiej Niekrawietz znalazł mecenasa swojej twórczości w osobie Karla Schodroka (od 1930 roku dyrektora szkoły i radnego opolskiego) W czasopiśmie „Der Oberschlesier”, którego Schodrok był wydawcą, Niekrawietz opublikował swój pierwszy tomik wierszy: „Strophen von heut’” (Strofy dnia dzisiejszego – Opole 1932). Bardziej znanym było jego drugie dzieło pod tytułem „Kantate OS”, w których to wierszach opiewał górników śląskich i ich pracę. Wiersze Niekrawca skupiały się głównie na Górnym Śląsku jako małej ojczyźnie oraz na rzece Odrze, co niestety nie przyniosło Niekrawcowi sławy wśród ówczesnych niemieckich literatów.

### Dzieła do roku 1945
- „Strophen von heut’” (Strofy dnia dzisiejszego) – Opole 1932
- „Kantate OS” (Kantata Górnośląska) – Opole 1935
- „Bauern- und Bergmannsgesänge” (Pieśni chłopskie i górnicze) – Opole 1936
- „Die Oderlieder” (Pieśni znad Odry) – 1936
- „Im Wandel des Jahres” (W zmienności roku) – 1937
- „Unter Schlesiens Himmel” (Pod Śląska niebem) – Wrocław 1942
- „Das magische Land” – Gedichte und Erzählungen um OS (Magiczny kraj – Z Dziejów Górnego Śląska) – 1943

### Dzieła z okresu po 1945 roku
- „Wo ist der Mensch?” (Gdzie jest człowiek?) – Metzingen 1949
- „Östliche Melodie” (Wschodnia melodia) – München 1957
- „Der goldene Schlüssel” – Oppelner Geschichten und Gedichte (Złoty klucz – Opowieści i wiersze opolskie) – Wuppertal 1958
- „An den Ufern der Oder” (Nad brzegami Odry) – 1976, Heidenheim
- „Wie weit die Wege sind” (Jak dalekie są drogi) – 1976, Heidenheim

„Der Wind weht von der Oder” (Wiatr od Odry)
Jedyna opublikowana powieść z roku 1961, nawiązująca do biografii Hansa Niekrawca. Akcja rozgrywa się w dzieciństwie głównego bohatera o imieniu Joa i trwa aż do roku 1914, a więc początku I wojny światowej. Powieść opisuje życie rodzinne bohatera w gospodarstwie rolnym na ówczesnym przedmieściu Opola zwanym Odervorstadt (dzisiejsze Zaodrze), a także zawiera obraz Górnego Śląska przed wojną, jego obrzędy, wierzenia i przesądy. Polskie tłumaczenie powieści pt. „Wiatr od Odry” zostało opublikowane dopiero w roku 2001 przez Konserwatorium im. Josepha von Eichendorffa w Opolu.
Drugą nie ukończoną powieścią była książka pod tytułem „Der Vorhang fiel” (Kurtyna opadła).

## Nagrody literackie
- 1937 – Schlesischer Literaturpreis (Śląska nagroda literacka)
- 1938 – Ehrenplakette der Stadt Oppeln (Odznaka honorowa miasta Opola)
- 1964 – Oberschlesischer Kulturpreis des Landes Nordrhein-Westfalen – (Górnośląska Nagroda Kulturalna Nadrenii Północnej Westfalii)
- 1965 – Eichendorff-Literatur-Preis des Wangener Kreises (Nagroda literacka im. Eichendorffa)
- 1968 – Hauptpreis des Oberschlesischen Kulturkreises (Nagroda główna Górnośląskiego Kręgu Kulturalnego)